# فنادق ومنتجعات ويندهام
فنادق ومنتجعات ويندهام (بالإنجليزية: Wyndham Hotels & Resorts Inc)‏ هي شركة فنادق أمريكية مقرها في مقاطعة موريس في نيوجيرسي بالولايات المتحدة. وهي أكبر مانح امتياز فندقي في العالم بما يبلغ 9280 موقعًا. لديها مجموعة ما يقرب من 20 علامة تجارية فندقية، بما في ذلك فنادق بايمونت و فنادق دايز إن و فنادق هاورد جونسون و فنادق لاكوينتا و فنادق رامادا و فنادق سوبر 8 و فنادق ترافلودج و فنادق ويندهام.
تأسست الشركة في 1 يونيو 2018 كشركة تابعة ل ويندهام وورلد وايد، والمعروفة حاليا باسم ترافل بلس ليجر.

## لمحة تاريخية
يرجع تاريخ الشركة إلى منتج تجاري في أنظمة امتياز الضيافة (HFS) في عام 1990 والتي تم إنشاؤها كوسيلة للحصول على امتيازات الفنادق. وبحلول عام 1995 استحوذت على علامات دايز إن التجارية، وهوارد جونسون ، ورمادا ، وسوبر 8. وفي عام 1997 اندمجت مع سي يو سي لتشكيل شركة سندانت كوربوريشن.
اشترت سندانت في عام 2005 علامة فنادق ويندهام التابعة لمجموعة بلاكستون في ذلك الوقت. في عام 2006 وفي خطة لفصل شركة سندانت كوربوريشن إلى أربع شركات منفصلة، تم فصل الأعمال الفندقية والمشاركة بالوقت باسم ويندهام وورلد وايد. كانت مجموعة فنادق ويندهام تتألف من أكثر من 9000 فندق تحت 21 علامة تجارية كقسم من ويندهام وورلدوايد في أكثر من 75 دولة، وتتنافس في أسواق العلامات التجارية على جميع الدرجات. بالإضافة لتقديم خدمات الإقامة للعقارات الراقية من خلال إدارة فنادق ويندهام. ولديها أكثر من 40 ألف موظف حول العالم.
في أغسطس 2017 أعلنت ويندهام وورلد وايد عن خططها لطرح مجموعة فنادق ويندهام للمساهمين كشركة مستقلة للتداول العام. وانطلاق أعمال ويندهام الفندقية في 31 مايو 2018، مما أدى إلى إنشاء فنادق ومنتجعات ويندهام كمجموعة فنادق تضم 21 علامة تجارية وأكثر من 9000 فندق في أكثر من 80 دولة.

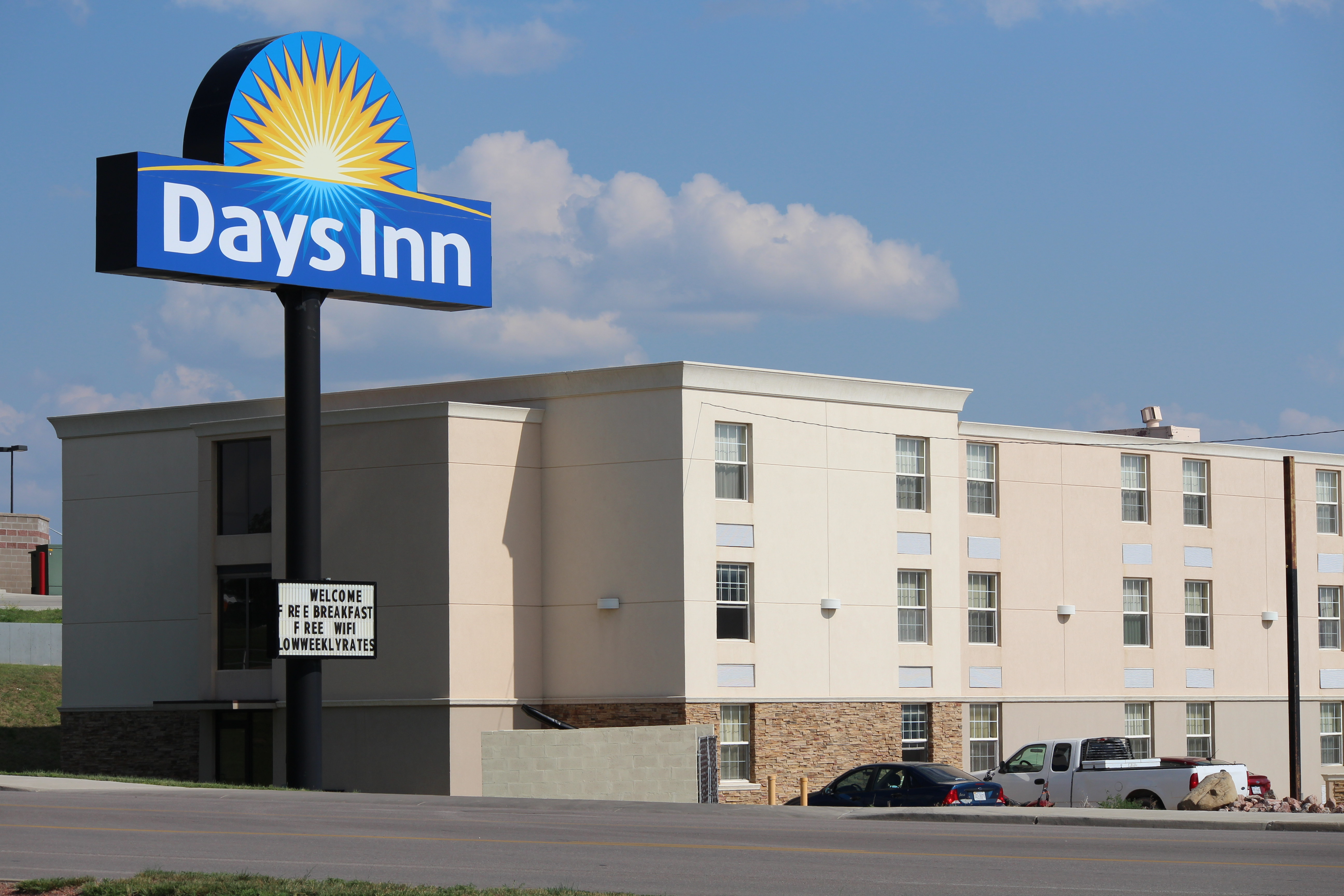
فندق دايز إن جيليت ،وايومنغ
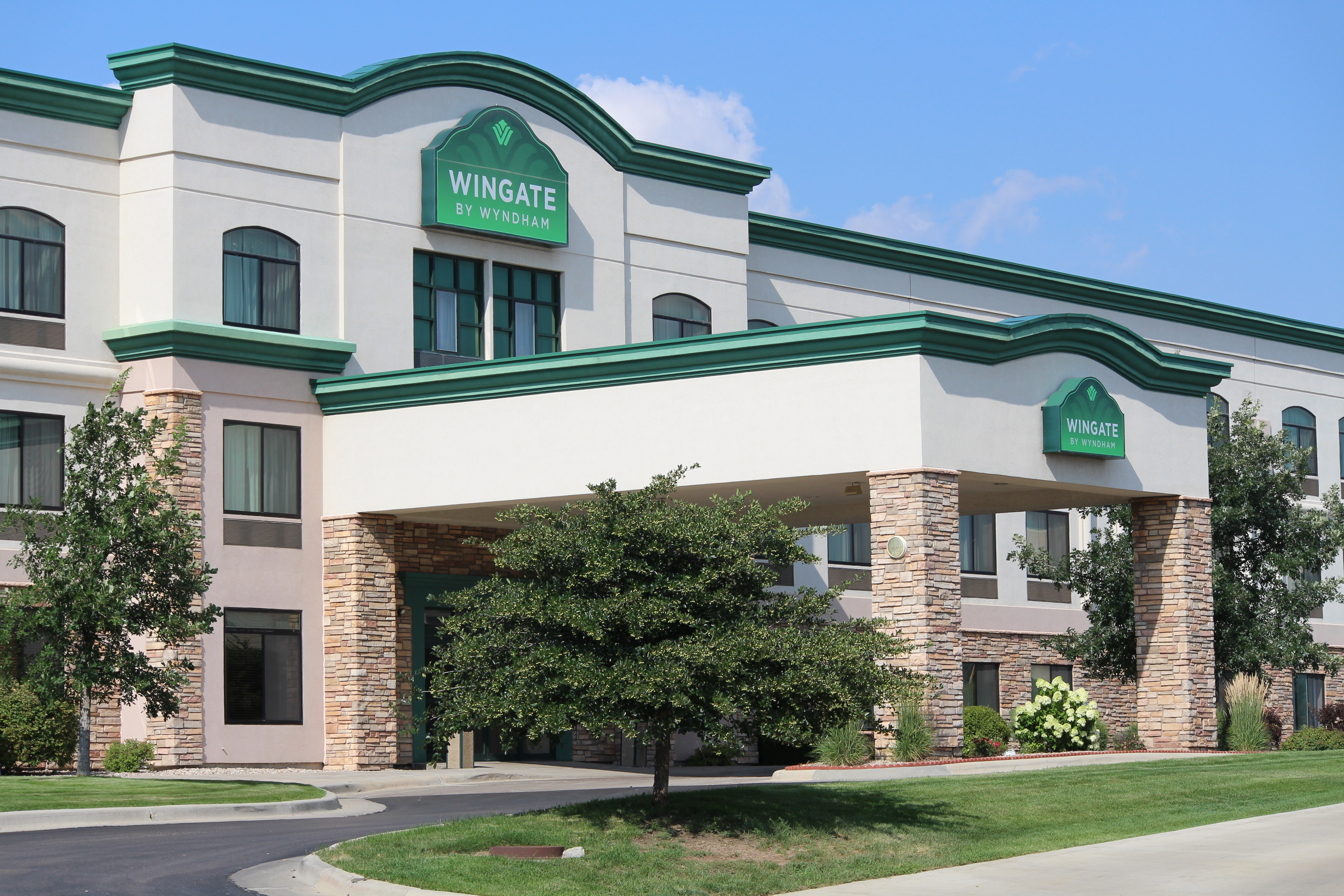
فندق وينغ جيت في جيليت ،وايومنغ
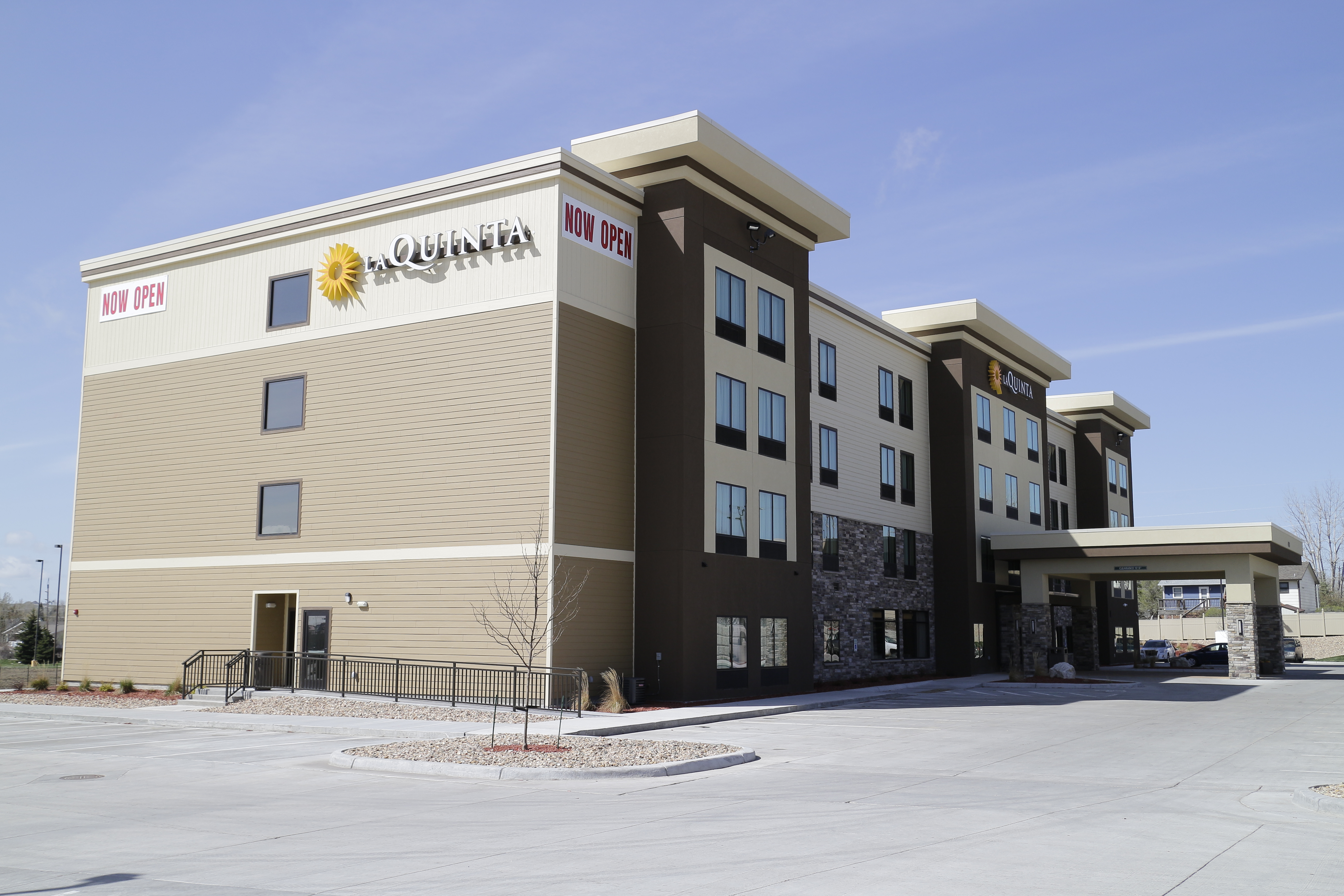
فندق وأجنحة لاكوينتا في جيليت ،وايومنغ

## وصلات خارجية
- الموقع الرسمي